# Déesse (entreprise)
Pour les articles homonymes, voir Déesse (homonymie).
Déesse est une entreprise suisse qui vend des produits cosmétiques, à base d'ingrédients naturels. Le concept de vente des produits est axé sur le contact personnel.